# Gabriele Proft
Gabriele Franziska Proft zd. Jirsa (ur. 20 lutego 1879 r. w Opawie, zm. 6 kwietnia 1971 r. w Bad Ischl) – austriacka działaczka ruchu robotniczego, działaczka związkowa, deputowana do austriackiego Zgromadzenia Narodowego.

## Życiorys
Pochodziła z ubogiej rodziny, była jednym z siedmiorga dzieci szewca. W wieku 17 lat podjęła w Wiedniu pracę służącej, następnie została zatrudniona w zajeździe w 16. dzielnicy Wiednia. W 1899 r. wyszła za mąż za robotnika Karla Antona Profta. Szybko związała się z ruchem robotniczym i związkowym. W 1902 r. współtworzyła związek zawodowy służących oraz kobiet wykonujących inne prace pomocnicze przy domach (głównie szwaczek i praczek). Przewodniczącą organizacji została Anna Boschek, zaś Gabriele Proft objęła w niej funkcję skarbniczki. Organizacja funkcjonowała do 1911 r., gdy została wchłonięta przez większy związek pracownic domowych Jedność. Proft wstąpiła też do socjaldemokratycznej partyjnej organizacji kobiecej, w której została agitatorką, regularnie występowała na wiecach. Ukończyła kurs sekretarki. W 1906 r. stanęła na czele socjaldemokratycznej organizacji kobiecej jako jej pierwsza sekretarz. Od 1909 r. zaczęła publikować swoje artykuły w prasie socjaldemokratycznej i związkowej. Podczas I wojny światowej, w odróżnieniu od kierownictwa Socjaldemokratycznej Partii Robotniczej Austrii, poparła ruch na rzecz pokoju. W 1916 r. rozwiodła się z mężem. 
W 1918 r. była jedną z pierwszych kobiet wybranych do wiedeńskiej rady miejskiej i gminnej. Po proklamowaniu republiki austriackiej została wybrana do Zgromadzenia Narodowego, w którym zasiadała od 1919 r. do 1920 r. Następnie była deputowaną do austriackiejo Rady Narodowej I, II i III kadencji, sprawując mandat parlamentarzystki nieprzerwanie między 10 listopada 1920 r. a 1 października 1930 r., z ramienia Socjaldemokratycznej Partii Robotniczej Austrii. W swoich wystąpieniach broniła praw i interesów kobiet. Była związana z lewym skrzydłem partii. Po raz czwarty została wybrana do Rady Narodowej w 1930 r., obejmując mandat w grudniu 1930 r.
Po austriackiej wojnie domowej i zdelegalizowaniu Socjaldemokratycznej Partii Austrii w 1934 r. została aresztowana. Zwolniona po miesiącu, działała nadal w socjalistycznym podziemiu, w grupie Rewolucyjnych Socjalistów. W 1944 r. została uwięziona i wtrącona do obozu koncentracyjnego Maria-Lanzendorf. Pozostawała tam do końca wojny i klęski nazistów. 
Po wojnie nadal działała w Socjaldemokratycznej Partii Austrii. Ponownie została wybrana do austriackiej Rady Narodowej i sprawowała mandat parlamentarzystki od 1945 r. do 1953 r. Wspólnie z Hilde Krones i Friedą Nödl współtworzyła komitet centralny kobiet w strukturach partyjnych. Do 1953 r. była jego przewodniczącą oraz wiceprzewodniczącą partii. W wymienionym roku wycofała się z aktywności politycznej. Zmarła w 1971 r. Urna z jej prochami została złożona w niszy w Feuerhalle Simmering, a nagrobek Proft zalicza się do historycznych miejsc pochówku, którymi opiekuje się miasto Wiedeń. 
W 2002 r. jej imieniem została nazwana ulica w 22. dzielnicy Wiednia.